# مانويل فيوميك
مانويل فيوميك (بالألمانية: Manuel Fumic)‏ مواليد 30 مارس 1982 في كيرشهايم اونتر تك، ألمانيا، هو دراج ألماني. شارك في دورة الألعاب الأولمبية الصيفية.